# Aptesis segnis
Aptesis segnis är en stekelart som först beskrevs av Léon Abel Provancher 1877.  Aptesis segnis ingår i släktet Aptesis och familjen brokparasitsteklar. Utöver nominatformen finns också underarten A. s. femorata.